# Jena-Süd
Jena-Süd hat 12.404 Einwohner und ist somit einer der bevölkerungsreichsten Ortsteile Jenas.

## Geografie
Jena-Süd ist 7,8 km² groß und grenzt im Nordwesten an den Stadtteil Jena-Zentrum, im Norden an Jena-West, im Westen an Münchenroda/Remderoda, im Südwesten an Lichtenhain und Ammerbach, im Süden an Winzerla, im Südosten an Burgau und im Osten an Wöllnitz und Kernberge.
Die Saale bildet die natürliche Grenze zu Kernberge und Wöllnitz. Im Osten von Jena-Süd liegt der Paradiespark an der Saale. Im Norden von Jena-Süd liegt der Friedensberg.
Mehr als die Hälfte der Fläche des Ortsteils ist vom Wald des Jenaer Forsts bedeckt, der den westlichen Anteil bis Remderoda umfasst. In diesem gibt es zahlreiche Wanderwege, viele alte Steinbrüche, mehrere Altablagerungen (Abfallorte), den Bismarckturm (Jena), den „Stern“ sowie ein renaturiertes Kasernengelände einer deutschen/sowjetischen Kaserne. Des Weiteren befindet sich dort der Otto-Schott-Platz, eine ehemalige Deponie und Sportplatz, der 2022 in ein Naturerlebniszentrum umgewandelt wurde.

## Politik
Der Ortsteil Jena-Süd wird politisch vom Ortsteilbürgermeister sowie vom Ortsteilrat vertreten.
2019 wurde Adam Schlüssler (B90/Grüne) zum Ortsteilbürgermeister gewählt, welcher jedoch im Januar 2022 von seinem Amt zurücktrat. Kommissarisch übernahm die stellvertretende Ortsteilbürgermeisterin Brünnhild Egge (CDU) das Amt bis zur Neuwahl. Im Juni 2022 wurde Christina Prothmann (B90/Grüne) zur Ortsteilbürgermeisterin gewählt.

### Liste der Ortsteilbürgermeister
- 2010–2019: Sten Lindner (B90/Grüne)
- 2019–2022: Adam Schlüssler (B90/Grüne)
- 2022–heute: Christina Prothmann (B90/Grüne)

## Gebäude und Einrichtungen

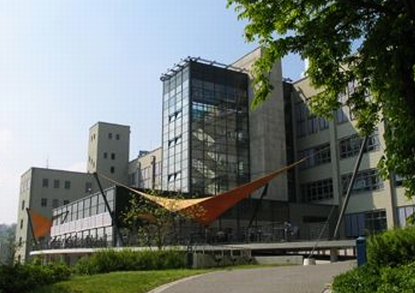
Ernst-Abbe-Fachhochschule

In Jena-Süd befinden sich Teile der Ernst-Abbe-Fachhochschule und das Gewerbegebiet Tatzendpromenade, darin die Betriebsstätte der SCHOTT JENAer Glas GmbH mit dem SCHOTT GlasMuseum und der SCHOTT Villa des Gründers Otto Schott. Auf dem Gebiet des Ortsteils befinden sich vier Schulen: die staatliche Grundschule Südschule, die UniverSaale Jena Freie Gesamtschule, die Jenaplan-Schule Jena und das Ernst-Abbe-Gymnasium. Außerdem befinden sich im Ortsteil der Forschungscampus Beutenberg mit mehreren Instituten der Max-Planck-Gesellschaft sowie dem Leibniz-Institut für Naturstoff-Forschung und Infektionsbiologie e. V.
Hans-Knöll-Institut (HKI). Die ehemalige Klinik für Kinder- und Jugendmedizin der Uniklinik Jena soll zu einem neuen Campus der Universität Jena umgebaut werden.
Östlich des Westbahnhofs wurde 2004 ein Justizzentrum eingerichtet, in dem das Amtsgericht Jena, bis 2013 das Arbeitsgericht Jena, das Oberlandesgericht Jena, die Thüringer Generalstaatsanwaltschaft und der Thüringer Anwaltsgerichtshof zu finden sind.
Im Westen des Zugbahnhofs schließt das Gelände der Carl Zeiss AG an. Das Unternehmen baut seit 2019 an seinem Hightech-Standort.

## Verkehr

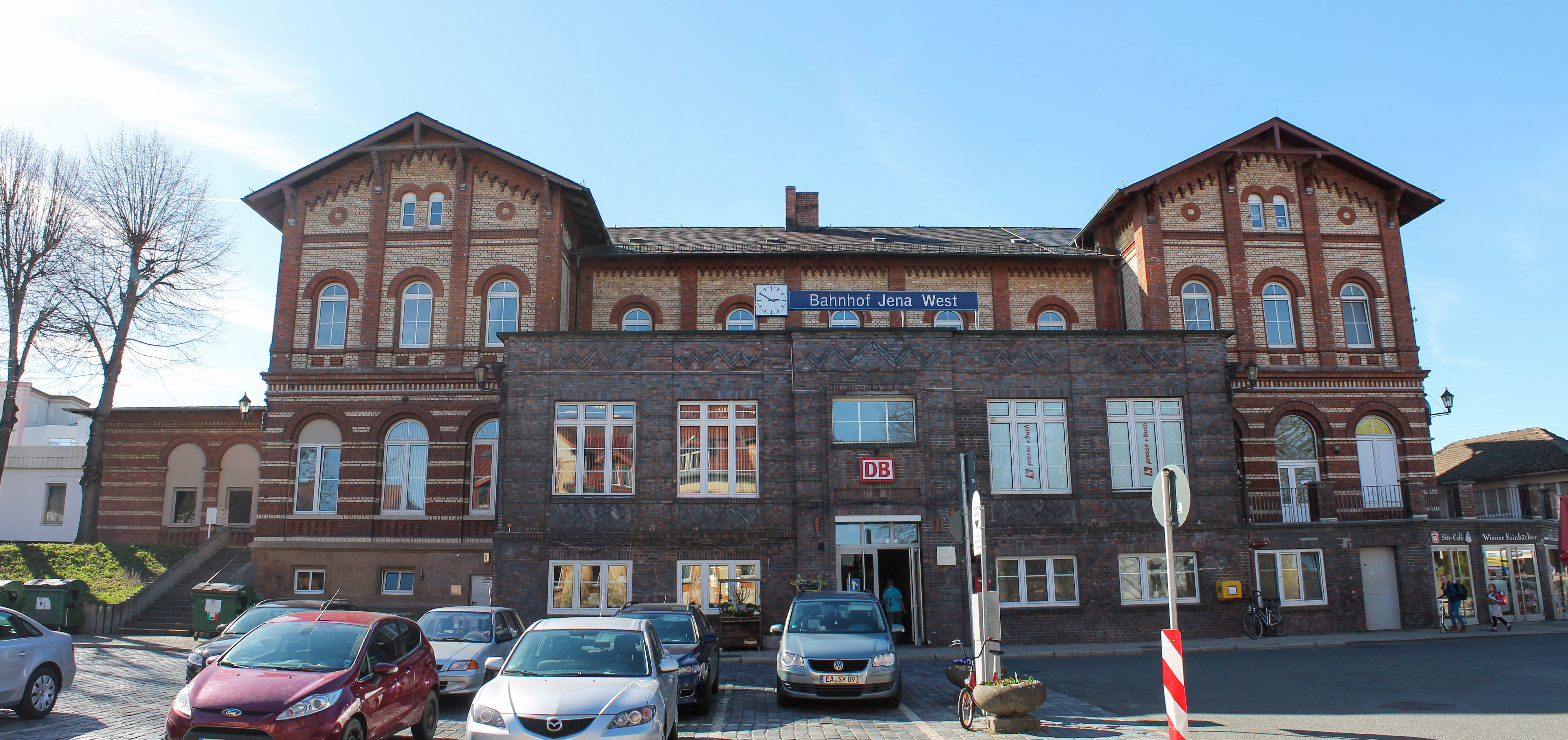
Westbahnhof

Durch Jena-Süd führt die Bahnstrecke Weimar–Gera mit dem Bahnhof Jena West, die Teil der Mitte-Deutschland-Verbindung ist. Sie überquert im Bereich Ringwiese die Bahnstrecke Großheringen–Saalfeld. Durch Jena-Süd führen die Straßenbahnlinien 2 und 3, die Stadtbusse 10, 11, 12, 15 und 41 sowie Überlandbusse.

## Kultur
In Jena-Süd findet jährlich das Lichtenhainer Brückenfest an der neuen Lichtenhainer Brücke/Großes Glashaus statt, das zusammen mit dem Ortsteil Kernberge organisiert wird.